# Pirou
Pirou ist eine französische Gemeinde mit 1.486 Einwohnern (Stand: 1. Januar 2022) im Département Manche in der Region Normandie. Die Gemeinde gehört zum Arrondissement Coutances und zum Kanton Créances. Die Einwohner werden Pirouais genannt.

## Geographie
Pirou liegt etwa 36 Kilometer westnordwestlich von Saint-Lô am Golf von Saint-Malo im Ärmelkanal. Umgeben wird Pirou von den Nachbargemeinden Créances im Norden, La Feuillie im Osten, Muneville-le-Bingard im Südosten sowie Geffosses im Süden.

## Bevölkerungsentwicklung
| 1962                       | 1968 | 1975 | 1982 | 1990 | 1999 | 2006 | 2018 |
| -------------------------- | ---- | ---- | ---- | ---- | ---- | ---- | ---- |
| 1059                       | 1005 | 1016 | 1105 | 1224 | 1313 | 1563 | 1432 |
| Quellen: Cassini und INSEE |      |      |      |      |      |      |      |

## Sehenswürdigkeiten
- Kirche Saint-Martin, Monument historique
- Kapelle von Pirou-Plage
- Burg Pirou, Burganlage aus dem 12. Jahrhundert, seit 1968 Monument historique
- Ruine einer Windmühle aus dem 16. Jahrhundert
- Mühle La Tortue

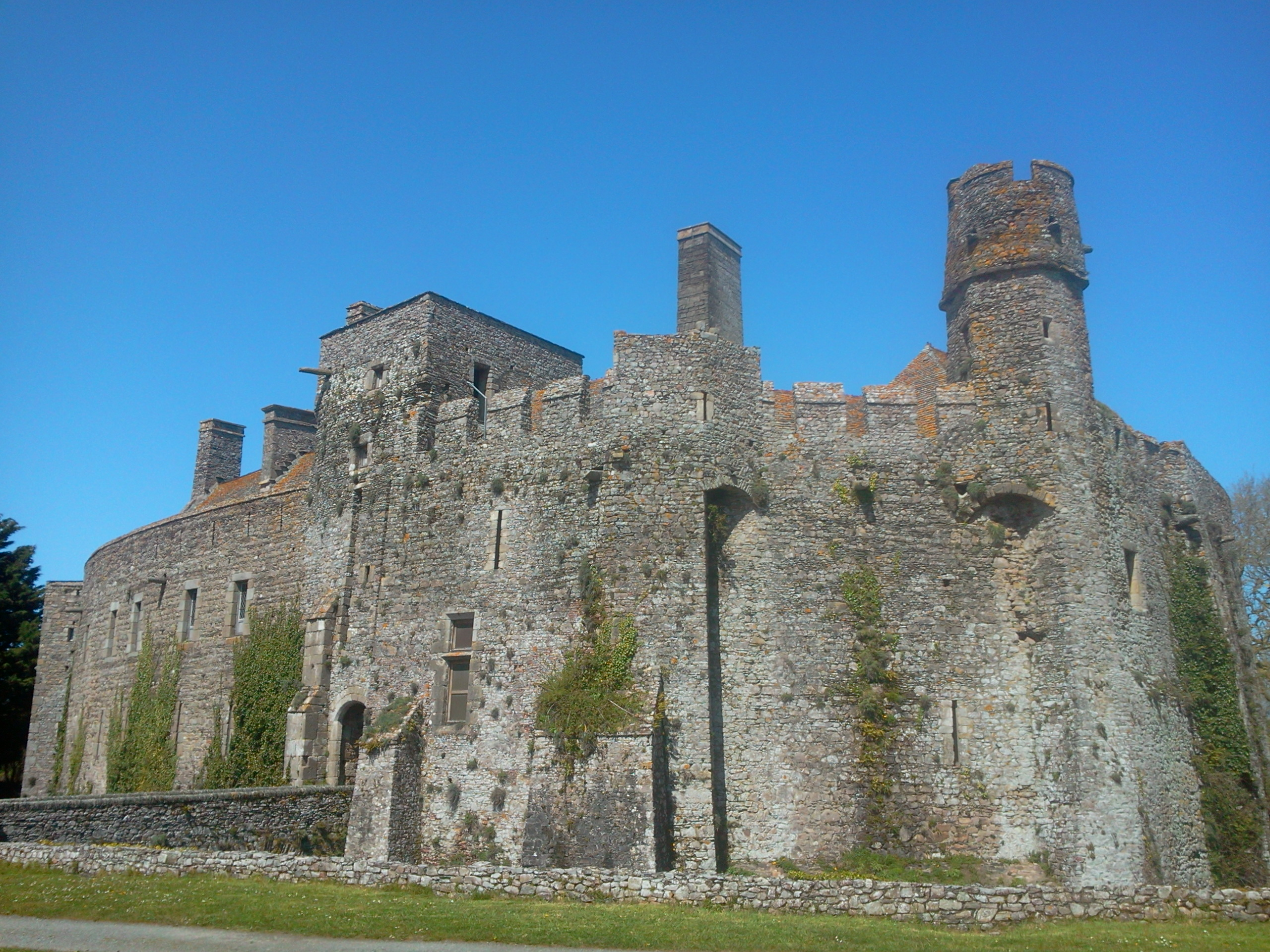
Burg Pirou
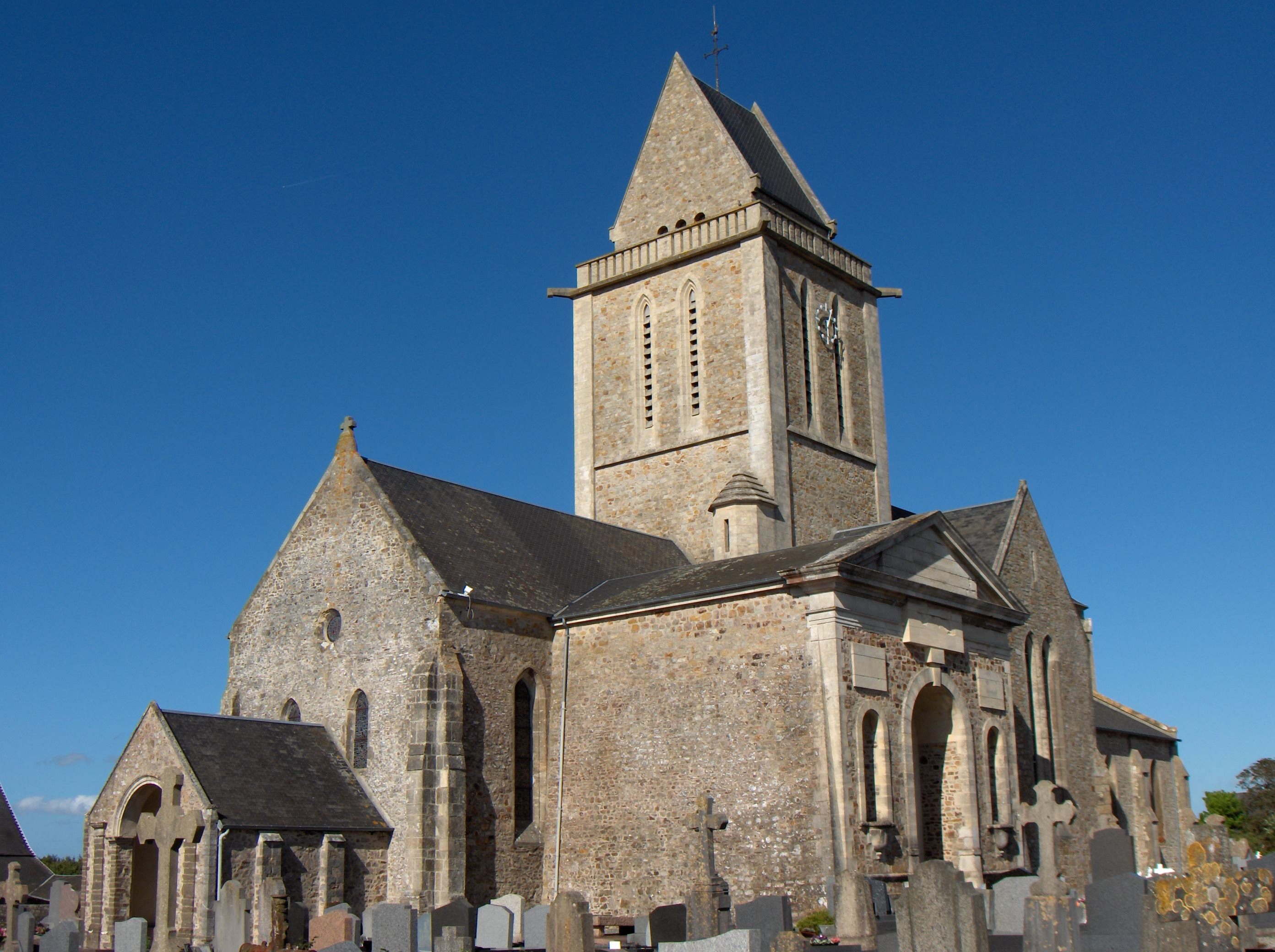
Kirche Saint-Martin

## Gemeindepartnerschaft
Mit der rumänischen Gemeinde Săbăoani im Kreis Neamț besteht eine Partnerschaft.